# Friedrich Lenthe
Friedrich Christoph Georg Lenthe (* 22. August 1774 in Grabow; † 14. März 1851 in Ludwigslust) war ein deutscher Maler.

## Leben
Friedrich Lenthe war ein Sohn des Amtshauptmanns Johann Hinrich Lenthe. Er nahm Zeichenunterricht bei Rudolph Kaplunger in Ludwigslust. Ab 1794 studierte er Jura an der Universität Rostock und an der Universität Göttingen, wo er auch Schüler des Malers Giovanni Dominicus Fiorillo war. 1801 begann er ein Studium an der Dresdner Kunstakademie. Hier war er Schüler von Josef Maria Grassi und Anton Graff. 1814 wurde Friedrich Lenthe zum Galeriedirektor der Mecklenburg-Schwerinschen Kunstsammlungen berufen. Hier wirkte er wegweisend, denn es kamen jetzt auch zeitgenössische Werke in mecklenburgischen Besitz. Dazu gehörten Bilder von Rudolph  Suhrlandt, Theodor Schloepke, Carl Georg Schumacher oder Friederike Julie Lisiewska.
Er richtete in Ludwigslust eine Zeichenklasse ein und unterrichtete die Erbgroßherzogin Karoline. 1818 wurde er zum Hofmaler ernannt. Er schuf Bildnisse des Großherzogs Friedrich Franz I. und weiterer Personen des öffentlichen Lebens. Zeitweise lag auch die künstlerische Leitung der Ludwigsluster Pappmachéfabrik in seinen Händen. Sein Sohn Gaston Lenthe war ein in Mecklenburg bekannter Kirchenmaler.

## Veröffentlichungen

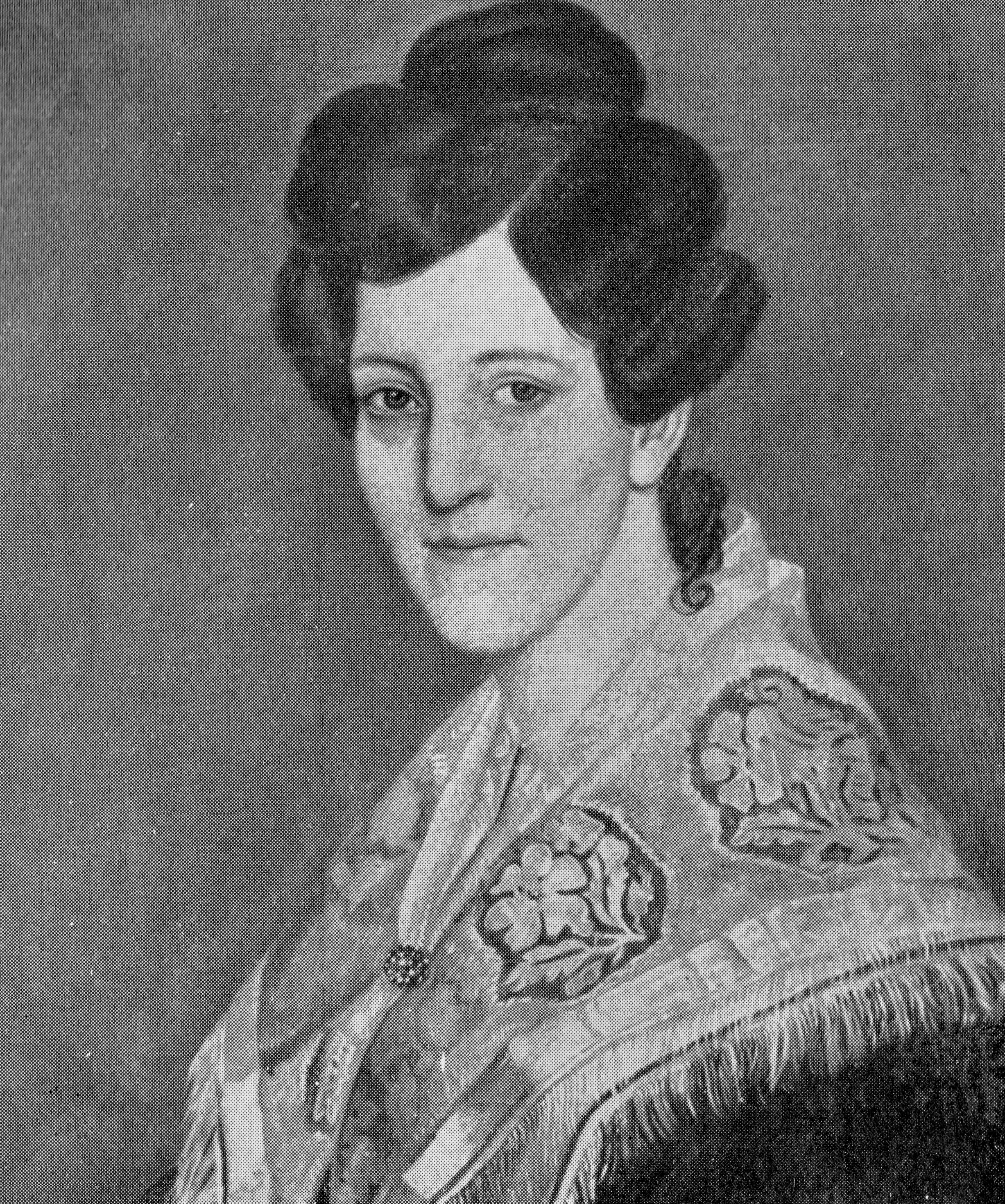
Sarah Oncken, geb. Mann. Ölgemälde von Friedrich Lenthes (1834)

- 1821 Verzeichnis der Gemälde, welche sich in der Großherzoglichen Galerie zu Ludwigslust befinden
- 1836 Verzeichnis der Großherzoglichen Gemälde-Sammlung, welche sich auf dem alten Schlosse in Schwerin befindet